# Sidi Slimane (Tissemsilt)
Sidi Slimane (în arabă سيدي سليمان) este o comună din provincia Tissemsilt, Algeria.
Populația comunei este de 8.461 de locuitori (2008).